# Acide dihomo-gamma-linolénique
L’acide dihomo-γ-linolénique (DGLA) est un acide gras polyinsaturé oméga-6 correspondant à l'acide tout-cis-Δ8,11,14 20:3. Présent seulement à l'état de traces dans les tissus animaux, il possède trois doubles liaisons cis et est produit par élongation de l'acide γ-linolénique (GLA ; 18:3 ω−6), lequel résulte à son tour de la désaturation de l'acide linoléique (18:2 ω−6). Il est aussi le précurseur des leucotriènes de la série 3.